# Očna vodica
Očna vodica je vodenasta tvar koja ispunjava prostor između leće i rožnice. Ne smije se zamijeniti sa staklenim tijelom koje ispunjava veću šupljinu oka.

## Funkcije
- Održava očni tlak i napuhuje očnu jabučicu
- Prehranjuje (npr. aminokiseline i glukoza) avaskularna očna tkiva; stražnju rožnicu, trabekularni sustav, leću i prednji dio staklenog tijela
- Prenosi askorbat, anioksidans, u prednji segment
- Prisutnost imunoglobulina ukazuje na ulogu u imunom odgovoru u obrani od patogena

## Sastav
Aminokiseline: prenose se pomoću cilijarnih epitelinih stanica

## Stvaranje i drenaža

### Stvaranje
Cilijarno tijelo, tj njegov nepigmentirani epitel luči očnu vodicu u stražnju komoricu. Prolazi kroz uski rascjep između prednjeg dijela leće i stražnjeg dijela šarenice, kroz zjenicu u prednju komoricu, tamo se pomoću trabekula drenira iz oka. Zatim se drenira u Schlemmov kanal na dva načina ili direktno kroz akveoznu venu u episkleralnu venu, ili indirektno putem kanala u episkleralnu venu, po intraskleralnom pleksusu i nakon toga u vene orbite.
Stvaranje očne vodice
- Filtracija: Krv koja dolazi u kapilare cilijarnog tijela grubo se filtrira pomoću kapilarnih endotelnih stanica. Plazma se zatim ponovo filtrira pomoću pigmentiranih i nepigmentiranih cilijarnih epitelnih stanica te se secernira u stražnju komoricu, putuje između leće i šarenice u prednju komoricu kao očna vodica.
- Diamond-Bossert model: u nepigmentiranim cilijarnim stanicama dolazi do aktivnog transporta, te to uzrokuje mali gradijent osmotskog tlaka među stanicama. Veća koncentracija tekućine u proksimalnim dijelovima intracelularnog prostora generira protok vode. Koncentracija pada od proksimalnog prema distalnom dijelu, te otpušta tekućinu u stražnju komoricu.

### Drenaža
Očna vodica se kontinuirano proizvodi cilijarnim nastavcima, te ta količina mora biti balansirana jednakom količinom drenaže. Mala odstupanja u stvaranju i odvođenju očne vodice imaju utjecaj na intraokularni tlak.
Drenažni tok očne vodice je kroz stražnju komoricu, zatim uskim prostorom između stražnje površine šarenice i prednje površine leće (pridonosi mali otpor), kroz zjenicu u prednju komoricu. Od tamo izlazi iz oka kroz trabekularni sustav u Schlemmov kanal (nalazi se u limbusu, mjestu gdje se rožnica i bjeloočnica spajaju, okružuje rožnicu ). Teče kroz 25-30 kanala u episkleralne vene. Najveći otpor u protoku pruža trabekularni sustav i ovo je mjesto kojim najviše očne vodice otiče. Unutarnji zid kanala je vrlo delikatan i omogućava tekućini da se filtrira zbog visokog tlaka unutar oka. Drugi put je uveoskleralna drenaža, ona ne ovisi o intraokularnom tlaku, vodica prolazi ovuda ali u manjpj količini nego kroz trabekularni sustav.
Tekućina je normalno 15mmHg (o,6 inča) iznad atmosferskog tlaka, tako da kada injiciramo špricu tekućina lako prolazi. Ako tekućina curi zbog kolapsa i propadanja rožnice čvrstoća normalnog oka je ugrožena.

## Bolesti i poremećaji
Glaukom je stanje karakterizirano povećanim intraokularnim tlakom ili zbog povećane produkcije ili smanjenog odvođenja očne vodice. Smanjen otpor u odvođenju očne vodice može se dogoditi zbog abnormalnog trabekularnog sustava zbog ozljede ili bolesti šarenice. No povećan intraokularni tlak nije ni dovoljan ni neophodan za razvoj glaukoma primarno otvorenog kuta ali je veliki riziko faktor. Nekontrolirani glaukom vodi gubitku vidnog polja i sljepoći.
|  | Molimo pročitajte upozorenje o korištenju medicinskih informacija. Ne provodite liječenje bez savjetovanja s liječnikom! |